# Comuna Petrîkivți, Hmilnîk
Petrîkivți (în ucraineană Петриківці) este o comună în raionul Hmilnîk, regiunea Vinnița, Ucraina, formată din satele Petrîkivți (reședința), Podorojnea și Smila.

## Demografie
Componența lingvistică a satului Petrîkivți
     Ucraineană (99,25%)
     Alte limbi (0,75%)
Conform recensământului din 2001, majoritatea populației satului Petrîkivți era vorbitoare de ucraineană (99,25%), existând în minoritate și vorbitori de alte limbi.